# Libre consortium municipal
Le libre consortium municipal (en italien : Libero consorzio comunale) est la dénomination adoptée par six anciennes provinces siciliennes après une loi régionale de 2013 qui entre en vigueur en 2017. Les trois autres provinces sont devenues trois villes métropolitaines : Palerme, Catane et Messine.
Ces consortiums ont d'abord été créés pour contrer la décision du Parlement italien de faire disparaître les provinces dans les régions à statut normal, sans modifier, dans un premier temps, les contours et les attributions des anciennes provinces siciliennes au nombre de neuf. Une loi régionale de 2014, complétée par une loi régionale de 2015 en a précisé la dénomination et le fonctionnement, mais en attendant les élections régionales siciliennes de 2017 l'Assemblée régionale de Sicile a nommé à leur tête des « commissaires » non élus. Leur élection fut prévue en décembre 2017.